# Rombout II Keldermans

Het stadhuis van Zoutleeuw

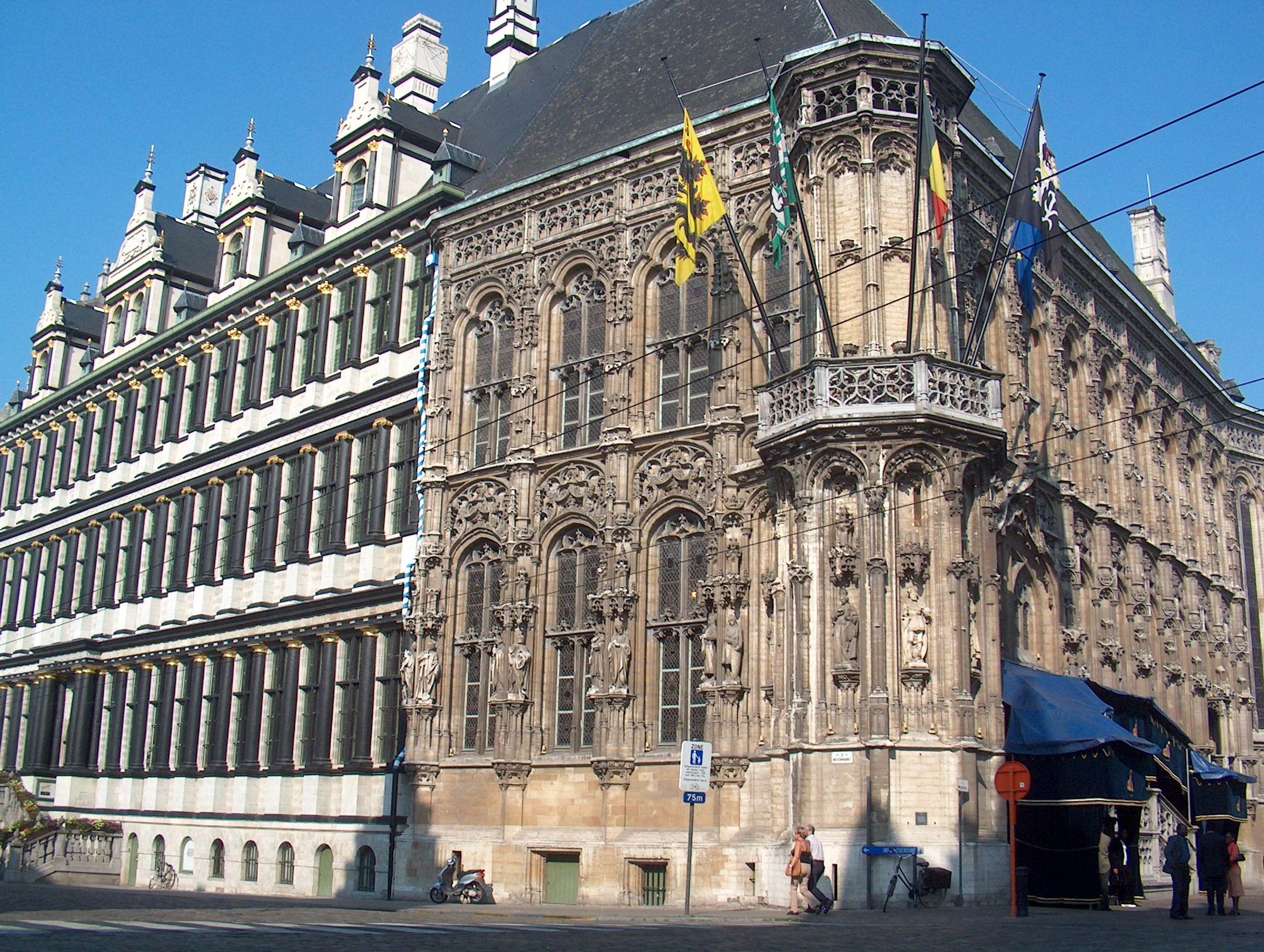
Het stadhuis van Gent (ontworpen door Rombout II Keldermans en Dominicus de Waeghemaekere)

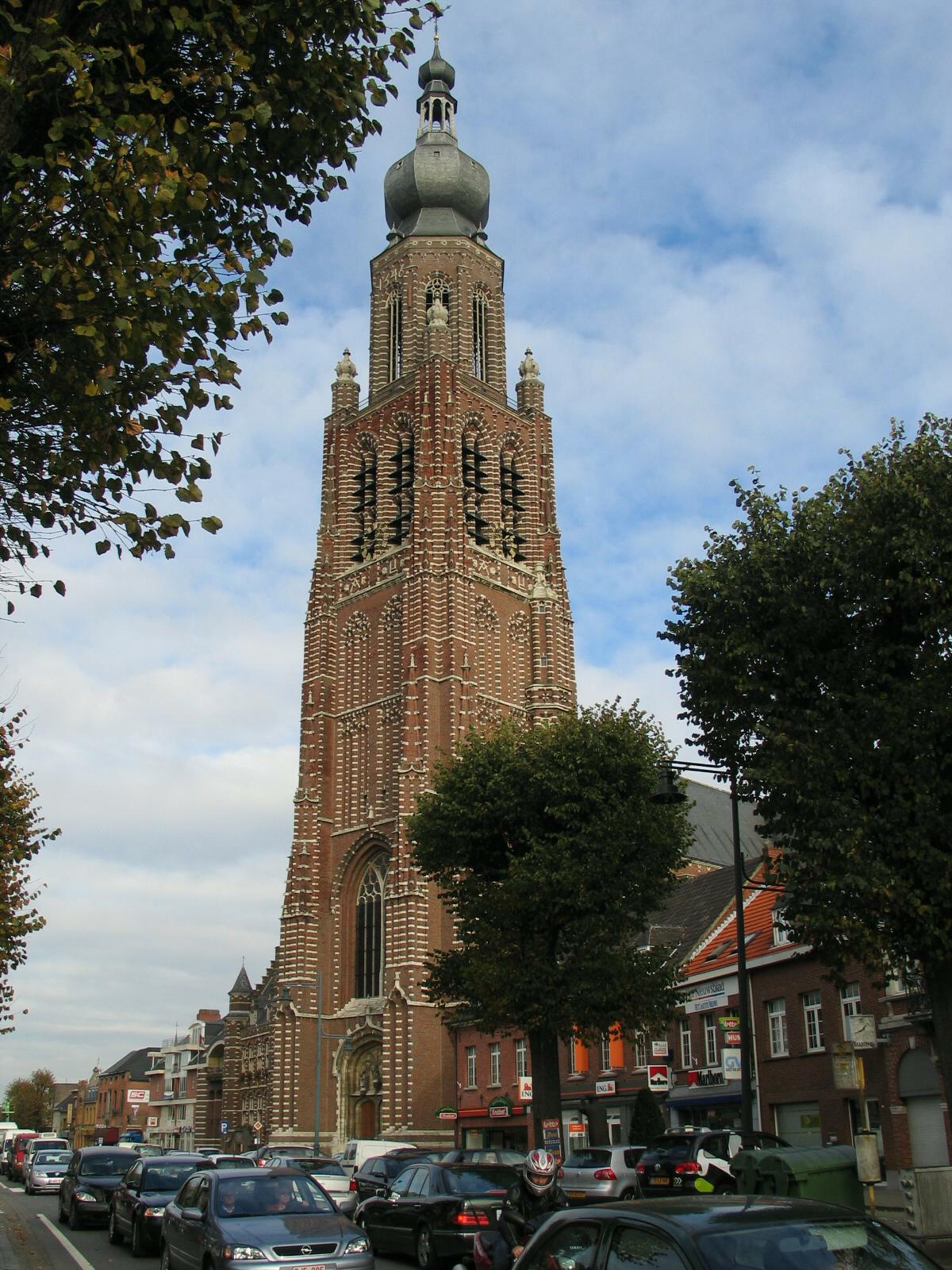
Ook de Sint-Catharinakerk in Hoogstraten is een ontwerp van hem

Rombout II Keldermans (Mechelen, ca. 1460 – Antwerpen, 15 december 1531) was een architect uit Mechelen en een telg uit een belangrijk geslacht van architecten en beeldhouwers, de familie Keldermans. Hij was de zoon van Antoon I Keldermans en geldt als een van de belangrijkste architecten van de Brabantse gotiek. Hij werd opgevolgd door zijn neef Laurens II Keldermans, de zoon van zijn broer Antoon II Keldermans. Rombout was net als zijn vader stadsarchitect te Mechelen.
In België was hij betrokken bij de bouw van het stadhuis van Gent, het stadhuis van Zoutleeuw, de Onze-Lieve-Vrouw-over-de-Dijlekerk in Mechelen en de abdij van Tongerlo (het bisschopshuis) in Tongerlo.
In Nederland was hij samen met zijn vader Antoon betrokken bij de bouw van de Onze-Lieve-Vrouwekerk in Veere, het Stadhuis in Middelburg en het Markiezenhof in Bergen-op-Zoom. Eigen werken zijn onder andere de Sint-Jacobuskerk in Steenbergen, het kasteel van Schoonhoven (beide gesloopt) en het stadhuis van Culemborg.
In Wouw (Noord-Brabant) ontwierp hij om het bestaande kasteel een van de eerste vestingwerken in de Nederlanden. Hiervoor maakte hij eerst een studiereis door Europa. Deze opdracht voerde hij uit voor de heer van Bergen op Zoom (zie ook het Markiezenhof). Het kasteel van Wouw werd een van de eerste kastelen die voorzien was van een vijfhoekige vesting met bakstenen hoektorens, aarden wallen en twee poortgebouwen. Keldermans heeft daarmee bijgedragen aan de vroegste ontwikkeling van de vestingbouw in de Nederlanden. Naast de vesting om het kasteel heeft hij ook de kerk van Wouw verbouwd tot de huidige grootte.
Hij was ook de persoonlijke architect van keizer Karel V, door wie hij in 1516 in de adelstand verheven werd.

## Lijst van bouwwerken (selectie)
- een deel van de Onze-Lieve-Vrouw-over-de-Dijlekerk in Mechelen
- het stadhuis van Zoutleeuw
- het stadhuis van Culemborg
- de Sint-Catharinakerk en het stadhuis van Hoogstraten
- het stadhuis van Gent
- het Gelmelslot te Hoogstraten
- het paleis van Margaretha van Oostenrijk te Mechelen
- het burgerhuis De Lepelaer te Mechelen (waarschijnlijk van zijn hand)
- het bisschopshuis van de abdij van Tongerlo in Tongerlo
- het Hof van Busleyden in Mechelen
- het kasteel Vredenburg in Utrecht
- het Kasteel van Breda
- het Markiezenhof in Bergen-op-Zoom
- Slot Zuylen (mogelijk het hoofd- en poortgebouw)

- Biografisch Portaal: 61171415
- Gemeinsame Normdatei: 139268790
- International Standard Name Identifier: 0000 0000 8285 2397
- Library of Congress Control Number: nr99000438
- Nederlandse Thesaurus van Auteursnamen: 089171586
- RKD-Nederlands Instituut voor Kunstgeschiedenis: 202518
- SNAC: w6sj4ng4
- Union List of Artist Names: 500025424
- Virtual International Authority File: 100556552
- WorldCat: E39PCjFvPVPjHcPgGhCg8YyYWC